# Tenagodus weldii
Tenagodus weldii là một loài ốc biển, là động vật thân mềm chân bụng sống ở biển trong họ Siliquariidae, common name the slit worm snails.